# Damoxè
Damoxè (Damoxenus, Δαμόξενος) fou un poeta còmic atenenc de la nova comèdia o de la mitjana. Dues comèdies seves (Σύντροφοι i Ἑαυτὸν πενθῶν) són esmentades per Ateneu que li dona el nom de Demoxenus (Demoxè).